# Nembrotha aurea
 Nembrotha aurea  là một loài động vật thân mềm chân bụng nhiều màu sắc của họ Polyceridae. Chúng sống ở vùng biển nhiệt đới Ấn Độ Dương-Tây Thái Bình Dương. Loài này được mô tả lần đầu năm 2008.

## Môi trường sống
Loài sên biển này xuất hiện tại vùng biển tây Ấn Độ Dương-Tây Thái Bình Dương.
Loài điển hình ở Msimbati, vùng Mtwara, Tanzania.